# 南蔵本町
南蔵本町（みなみくらもとちょう）は、徳島県徳島市の町名。加茂名地区に属している。南蔵本町一丁目から三丁目までが設置されている。徳島市の調査による2008年1月の人口は339人、世帯数は181世帯。郵便番号は〒770-0043。

## 地理
徳島市の北部、市街地の西部に位置し、市街地緑辺の農業地域。徳島大学病院・徳島県立中央病院の南に位置し、眉山山系の北麓を望む地にあり、水田を初め農地として多く利用される。

### 山岳
眉山

## 歴史
元は蔵元町の一部で、1942年（昭和17年）に現在の町名となった。1964年（昭和39年）に一部が南佐古一番町から南佐古八番町となる。近年では弥生時代から古墳時代にかけての遺物が出土している。

## 施設
- 産八幡神社

## 交通

### バス
徳島バス・徳島市営バス
- 大学病院・中央病院前
- 医学部前

### 道路
一般国道
- 国道192号